# Viaduc de la ligne C du métro de Toulouse
Le viaduc de la ligne C du métro de Toulouse est un ouvrage d'art ferroviaire en construction situé dans le département français de Haute-Garonne en région Occitanie. Il sera situé sur les communes de Toulouse et Labège. Le viaduc sera emprunté par les rames de la ligne C du métro de Toulouse et sa mise en service devrait intervenir en 2028, pour la marche à blanc et l'ouverture de la ligne.

## Situation
Le viaduc aura une longueur d'environ 5,4 km. Dans le sens nord-sud, il commencera peu après la station Montaudran et s'étendra jusqu'à peu après Labège Gare, station terminus de la ligne C. Il disposera de 4 stations construites directement sur le viaduc en elle-même, dont une, Labège Madron, sera commune avec l'extension de la ligne B. Le viaduc pour cette dernière devrait d'ailleurs être parallèle à celui de la ligne C entre le lac de Labège et la station Madron.
Toujours dans le sens nord-sud, il franchira la rue Pranville-et-Négrin, longera la rue Vicente-Almonacid et l'avenue Didier-Daurat, puis franchira l'autoroute A61 (constituant ici l'un des deux tronçons du périphérique est de Toulouse) et la rivière l'Hers-Mort. Il longera ensuite la route métropolitaine 916 entre l'échangeur du Palays et le lac de Labège, qu'il survolera avant d'atteindre la station de Madron. Il franchira ensuite le parking du centre commercial Labège 2 avant de rejoindre le quartier Enova autour de Diagora ; où il longera ensuite l'avenue de l'Occitanie avant de finalement atteindre la station terminus de Labège Gare. Le viaduc se terminera quelques dizaines de mètres après cette station.

## Caractéristiques techniques
De par sa longueur plus de 5 km, il est comparable au viaduc en construction de la future ligne 18 du métro de Paris.

## Histoire
Le 4 mars 2024 un effondrement du tablier du viaduc à la suite de la rupture d'un vérin, a eu lieu lors de sa construction, causant la mort d'une personne et en blessant trois autres,,.